# Ondřej Macher
Ondřej Macher (též Andreas Macher) (30. srpna 1698, Bílsko – 21. července 1762, Altlandsberg) byl evangelický učitel a kazatel, český a německý spisovatel a překladatel.
Ve dvacátých letech 18. století pracoval spolu s Liberdou pod vedením Johanna Adama Steinmetze v Těšíně. Na Steinmetzovo doporučení byl Macher 30. července 1735 povolán jako kazatel pro český sbor v Berlíně. Současně s berlínským sborem měl Macher na starosti i exulanty v Chotěbuzi. O těžké situaci chotěbuzských Čechů informoval krále Fridricha Viléma I., a ten pozval v únoru 1737 tyto běžence do Berlína – ale... Současně s Chotěbuzskými se do Berlína začali trousit i exulanti z Gerlachsheimu i s kazatelem Augustinem Schulzem. Čeští exulanti v Berlíně nebyli s kazatelem Macherem spokojeni a Steinmetzovi jeho doporučení zazlívali. Když se dne 12. května 1737 otevíral český kostel v Berlíně, slavnostní bohoslužbu sloužil Macher spolu s kazatelem Augustinem Schulzem. (Poválečné ruiny tohoto českého Betlémského kostela (Betlehemskirche) byly v roce 1963 srovnány se zemí a v roce 1997 byl půdorys kostela vyznačen na zemi mozaikovou dlažbou.)
Berlín byl přeplněn českými exulanty, proto se v roce 1737 začalo se stavbou nové kolonie Český Rixdorf. Ondřej Macher sloužil jako kazatel českého exulantského sboru v Berlíně jen dva roky, protože se Janu Liberdovi podařil útěk z vězení a do Berlína se vrátil na své původní místo. Ještě v květnu 1738 Macher kázal v Berlíně, poté sloužil 4 roky v Teltavě. V říjnu roku 1742 sloužil Večeři Páně v Münsterbergu, v červnu 1743 zažádali münsterberští exulanti o jeho potvrzení za stálého kazatele, ale nebyli úspěšní. V srpnu 1746 byl odtud Macher povolán zpět – jako kazatel českého sboru v Berlíně. V té době používal Macher i titul inspektora českých sborů, který mu někteří kolegové neprávem upírali.
Manželka Machera, Anna Eleonora (roz. Dietrich), nesla těžce berlínské poměry. Vyprosila si u generála Kalcksteina přeložení svého manžela do Altlandsbergu (k tomu došlo v roce 1755), ale i tam se stal Macher terčem nechutných pomluv a byla na něj podána i žaloba u konsistoře. Už v roce 1758 měl být přeložen jinam. Jan Theofil Elsner ještě po jeho smrti zveřejnil pomluvy na tohoto kazatele. Ondřej Macher zemřel 21. července 1762 v Altlandsbergu.